# Csúsztatva tükrözés

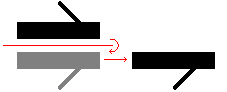
Síkbeli csúsztatva tükrözés szemléltetése.

A geometriában a csúsztatva tükrözés az egybevágósági transzformációk egy fajtája. A síkban egy tengelyes tükrözés és egy eltolás szorzata; a térben egy síkra tükrözés és egy eltolás szorzata. Általában, a legalább kétdimenziós V vektortérben egy altérre való tükrözés és egy eltolás szorzata. Mindezek a transzformációk választhatók úgy, hogy a tükrözés tengelye és az eltolásvektor párhuzamosak legyenek. A tükrözések speciális csúsztatva tükrözésnek tekinthetőek, ahol az eltolásvektor a nullvektor.
Szerepe a diszkrét geometriában, a parkettázások és a kristályok szimmetriáinak osztályozásában, valamint a frízcsoportok vizsgálatában fontos. A járás szimmetriája is csúsztatva tükrözés. Mindezek mellett még az életjátékokban is megjelenik.

## Tulajdonságai
- a síkbeli csúsztatva tükrözés három tengelyes tükrözés szorzataként, ahol a három tengely háromszöget zár közre
- általában három altérre vett tükrözés szorzataként kapható meg
- a tükrözés és az eltolás felcserélhető
- nincsenek fixpontjai
- egyetlen invariáns alakzata a párhuzamos felbontás tengelye
- a körüljárási irányt megfordítja
- egy csúsztatva tükrözés négyzete eltolás: ugyanis az első tényezőben az eltolást, a másodikban a tükrözést előrevéve a kétszeri tükrözés identitást ad, így csak az eltolás marad

## Tércsoportok
A diszkrét tércsoportokban csak olyan transzformációk lehetnek, amik összeegyeztethetőek a megfelelő kristályráccsal. Mivel a csúsztatva tükrözés négyzete eltolás, ezért csak a táblázatban leírt csúsztatva tükrözések lehetnek egy tércsoport elemei:
| Leírás                      | A tükörsíkra merőleges irány                                 | Eltolásvektor | Hermann-Mauguin-szimbólum |
| --------------------------- | ------------------------------------------------------------ | --- | ------------------------- |
| Tengelyirányú tükrözési sík | [010]; [001]                                                 | {\displaystyle {\frac {1}{2}}{\vec {a}}} | a                         |
| Tengelyirányú tükrözési sík | {\displaystyle [001];[100]}                                  | {\displaystyle {\frac {1}{2}}{\vec {b}}} | b                         |
| Tengelyirányú tükrözési sík | {\displaystyle [100];[010]}                                  | {\displaystyle {\frac {1}{2}}{\vec {c}}} | c                         |
| Tengelyirányú tükrözési sík | {\displaystyle [1{\bar {1}}0];[110]}                         | {\displaystyle {\frac {1}{2}}{\vec {c}}} | c                         |
| Tengelyirányú tükrözési sík | {\displaystyle [100];[010];[{\bar {1}}{\bar {1}}0]}          | {\displaystyle {\frac {1}{2}}{\vec {c}}} | c                         |
| Tengelyirányú tükrözési sík | {\displaystyle [1{\bar {1}}0];[120];[{\bar {2}}{\bar {1}}0]} | {\displaystyle {\frac {1}{2}}{\vec {c}}} | c                         |
| Átlós irányú tükrözési sík  | {\displaystyle [001];[100];[010]}                            | {\displaystyle {\frac {1}{2}}({\vec {a}}+{\vec {b}})\,;\,{\frac {1}{2}}({\vec {b}}+{\vec {c}})\,;\,{\frac {1}{2}}({\vec {a}}+{\vec {c}})}                                              | n                         |
| Átlós irányú tükrözési sík  | {\displaystyle [1{\bar {1}}0];[01{\bar {1}}];[{\bar {1}}01]} | {\displaystyle {\frac {1}{2}}({\vec {a}}+{\vec {b}}+{\vec {c}})} | n                         |
| Átlós irányú tükrözési sík  | {\displaystyle [110];[011];[101]}                            | {\displaystyle {\frac {1}{2}}(-{\vec {a}}+{\vec {b}}+{\vec {c}})\,;\,{\frac {1}{2}}({\vec {a}}-{\vec {b}}+{\vec {c}})\,;\,{\frac {1}{2}}({\vec {a}}+{\vec {b}}-{\vec {c}})}            | n                         |
| Tetraéderes tükrözési sík   | {\displaystyle [001];[100];[010]}                            | {\displaystyle {\frac {1}{4}}(-{\vec {a}}\pm {\vec {b}})\,;\,{\frac {1}{4}}({\vec {b}}\pm {\vec {c}})\,;\,{\frac {1}{4}}(\pm {\vec {a}}+{\vec {c}})}                                   | d                         |
| Tetraéderes tükrözési sík   | {\displaystyle [1{\bar {1}}0];[01{\bar {1}}];[{\bar {1}}01]} | {\displaystyle {\frac {1}{4}}({\vec {a}}+{\vec {b}}\pm {\vec {c}})\,;\,{\frac {1}{4}}(\pm {\vec {a}}+{\vec {b}}+{\vec {c}})\,;\,{\frac {1}{4}}({\vec {a}}\pm {\vec {b}}+{\vec {c}})}   | d                         |
| Tetraéderes tükrözési sík   | {\displaystyle [110];[011];[101]}                            | {\displaystyle {\frac {1}{4}}(-{\vec {a}}+{\vec {b}}\pm {\vec {c}})\,;\,{\frac {1}{4}}(\pm {\vec {a}}-{\vec {b}}+{\vec {c}})\,;\,{\frac {1}{4}}({\vec {a}}\pm {\vec {b}}+-{\vec {c}})} | d                         |

Egyszerűen bizonyítható, hogy mindezek a csúsztatva tükrözések eleget tesznek a négyzetükkel szemben támasztott követelményeknek. A tetraéderes csúsztatva tükrözések csak a lapközepes ortotrombikus, a térközepes tetragonális és a lapközepes bravaisrácsok szimmetriái között jelennek meg. Itt a centráltságról is tartalmaznak információt, ami négyzetre emeléssel kinyerhető; ugyanis az így kapott eltolásvektor már közvetlenül mutatja a centráltságot.

## Életjáték
A csúsztatva tükrözés a járás szimmetriája. A Conway-féle életjátékban is sok szerkezet mozog csúsztatva tükrözéssel. A glider, a LWSS, az MWSS és az HWSS minden második lépésben önmaga csúsztatott tükörképévé válik. Íme egy kis űrhajó:
| o | . | . | o | . | . | . |
| . | . | . | . | o | . | . |
| o | . | . | . | o | . | . |
| . | o | o | o | o | . | . |
| . | . | . | . | . | . | . |

| . | . | . | . | . | . | . |
| . | . | . | o | o | . | . |
| . | o | o | . | o | o | . |
| . | o | o | o | o | . | . |
| . | . | o | o | . | . | . |

| . | . | . | . | . | . | . |
| . | . | o | o | o | o | . |
| . | o | . | . | . | o | . |
| . | . | . | . | . | o | . |
| . | o | . | . | o | . | . |

| . | . | . | o | o | . | . |
| . | . | o | o | o | o | . |
| . | . | o | o | . | o | o |
| . | . | . | . | o | o | . |
| . | . | . | . | . | . | . |